# Puya
Puya ist die einzige Pflanzengattung der Unterfamilie der Puyoideae in der Familie der Bromeliengewächse (Bromeliaceae). Die etwa 250 Arten sind auf dem südamerikanischen Kontinent verbreitet.

## Beschreibung und Ökologie

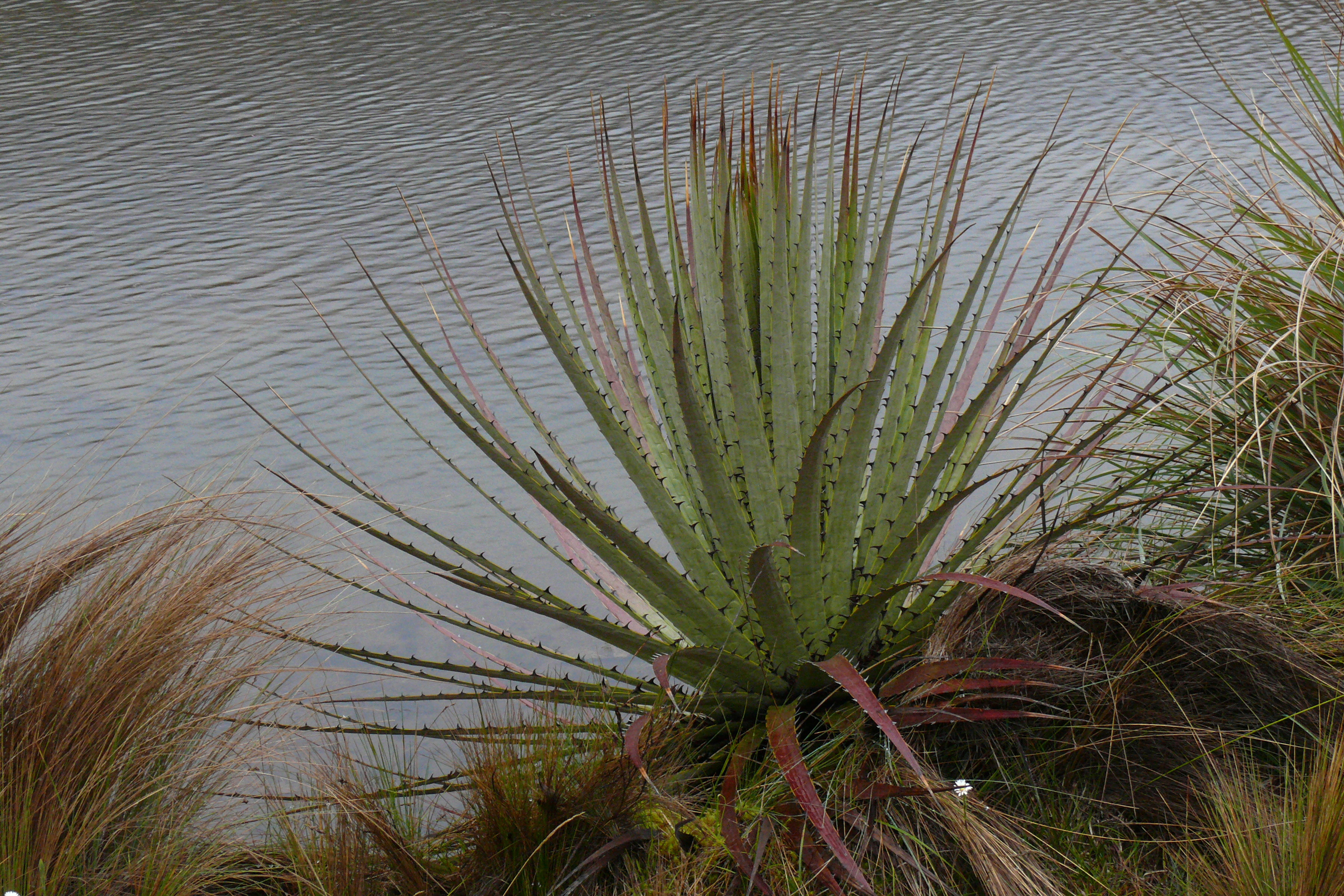
Habitus und bewehrte Laubblätter von Puya clava-herculis

### Vegetative Merkmale
Im Gegensatz zu vielen anderen Gattungen der Bromeliaceae wachsen alle Puya-Arten terrestrisch (am Boden) und besitzen ein (anders als bei den epiphytisch wachsenden Bromelien) sehr gut ausgebildetes Wurzelsystem. Viele der Arten haben Anpassungen um Trockenheit gut zu überstehen, sie zählen damit zu den Sukkulenten, besonders die Laubblätter vieler Arten haben dann einen xeromorphen Bau. Die Arten innerhalb der Gattung Puya bilden sehr unterschiedliche Wuchsformen aus: von rasen- bis polsterbildenden Zwergformen gibt es alle möglichen Größen bis hin zu dem Riesen unter den Bromelien, der Puya raimondii. Es gibt Arten mit Stämmen und welche ohne.
Die Laubblätter stehen immer in Rosetten, in deren Mitte meist erst nach Jahrzehnten der Blütenstand gebildet wird. Die steifen, derben, parallelnervigen Laubblätter laufen in einer stechenden Spitze aus. Der Blattrand besitzt abwärts gerichtete Hakenstacheln. Die Blattscheiden sind stängelumfassend. Die Blattunterseite ist beschuppt.

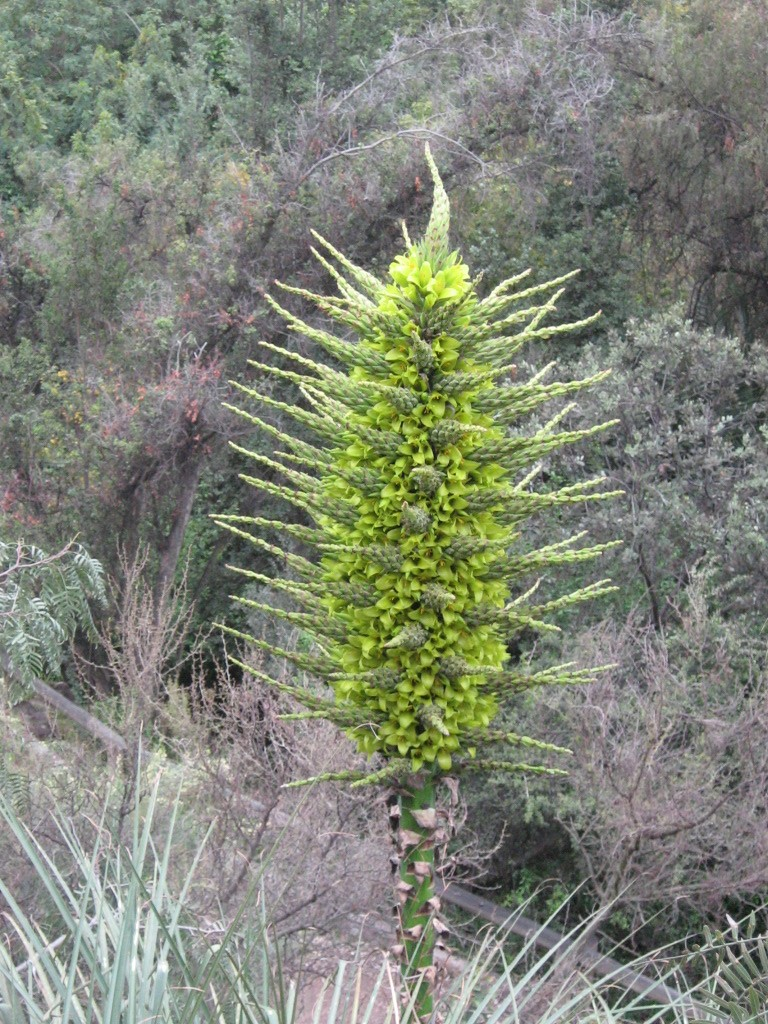
Blütenstand mit sterilen Spitzen der Teilblütenstände von Puya chilensis

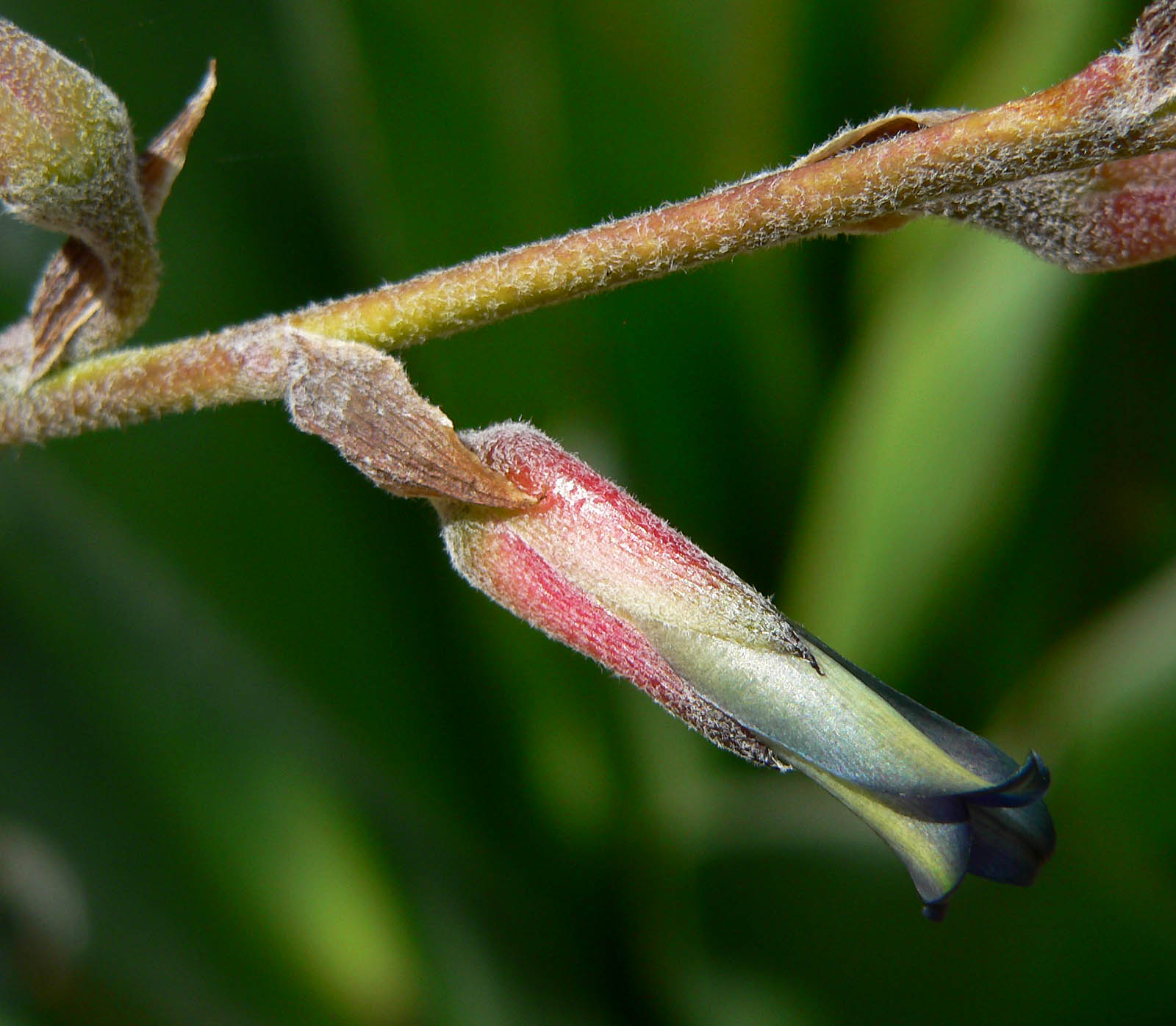
Deckblatt und dreizählige Blüte mit Kelch- und blauen Kronblättern von Puya laxa

### Generative Merkmale
Die einfachen traubigen oder ährigen, oder zusammengesetzten (also verzweigten) Blütenstände erreichen Höhen von 10 Zentimetern bis vielen Metern. Die zusammengesetzten Blütenstände können entweder bis zur Spitze hin fertil sein oder der Spitzenbereich ist steril. In den Blütenständen gibt es Hochblätter, die häufig mit einem „Wollfilz“ bedeckt, genauer gesagt wollig behaart, sind (Schutz der Blüten vor Kälte und/oder starker Sonneneinstrahlung).
Die zwittrigen, dreizähligen Blüten sind ansehnlich. Die drei Kronblätter sind weiß, gelb, grünlich, blau oder violett. Die Bestäubung erfolgt durch Vögel: Kolibris und Stare (Ornithophilie); besonders Farben mit Blauanteile sind für Vögel attraktiv. Die Blütenkronblätter (Petalen) rollen sich beim Verblühen spiralig ein (wichtiges Gattungsmerkmal zur Unterscheidung von nahe verwandten Gattungen).
Es werden Kapselfrüchte mit sehr kleinen, schmal oder breit geflügelten Samen gebildet. Die Samen werden von Wind ausgebreitet (Anemochorie).
Alle Puya-Arten weisen eine Chromosomengrundzahl von x = 25 auf.

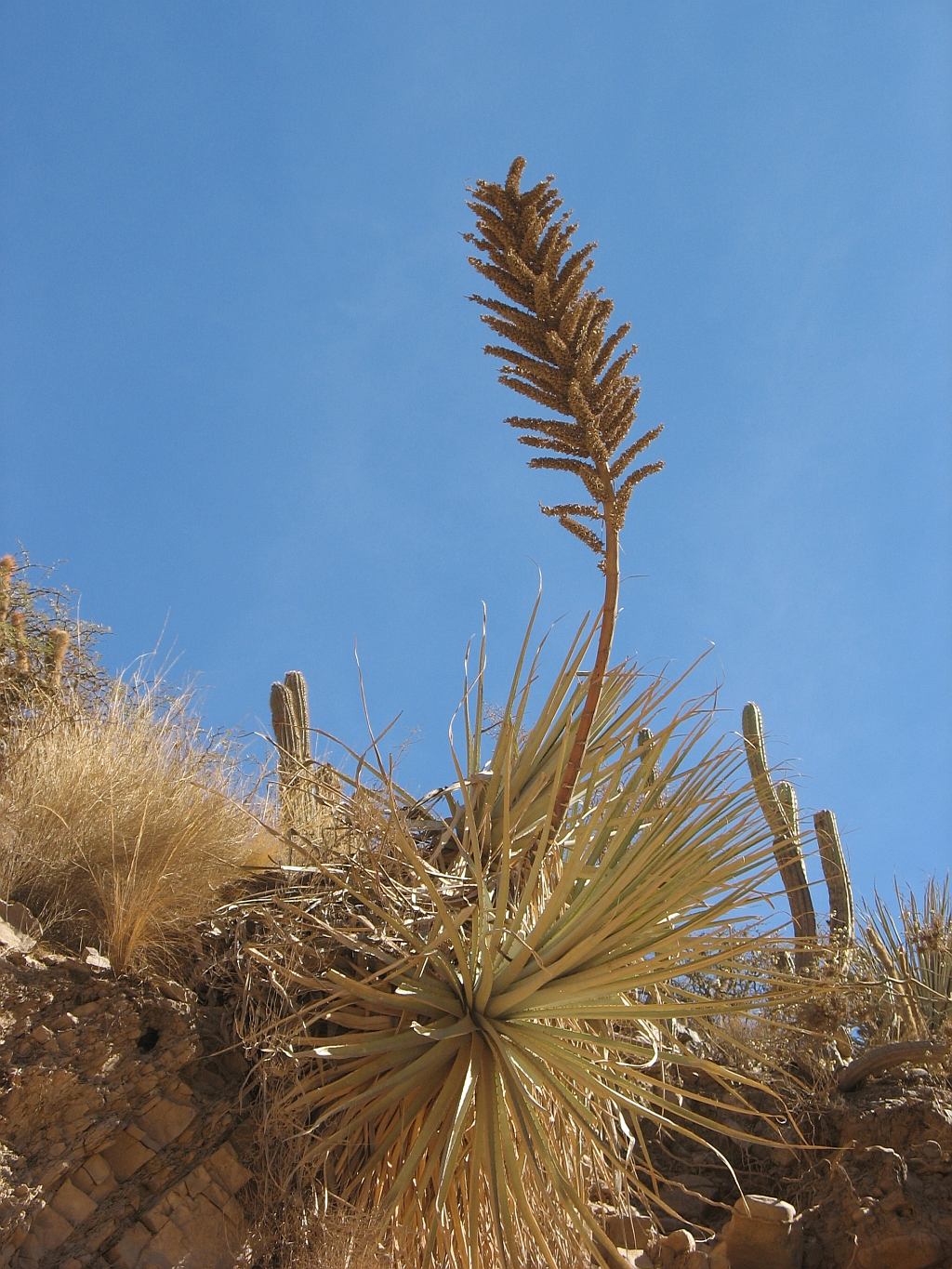
Habitus, Laubblätter und Blütenstand von Puya fiebrigii im Habitat

### Inhaltsstoffe
Die Evolution der CAM Photosynthese erfolgte innerhalb der Gattung Puya mehrmals.

## Vorkommen
Die Hauptverbreitung der Gattung Puya sind die Anden Kolumbiens, Ecuadors, Perus, Boliviens und Zentral- sowie Nordchiles. Aber auch in anderen Bereichen Südamerikas und in den Bergen Zentralamerikas kann man einige Arten finden.
Sie gedeihen in Höhenlagen oft zwischen 800 und 4800 Metern, meist oberhalb von 1500 Metern. Nur eine Gruppe von sieben nah verwandter Arten kommt in einem mediterranen Klima in Chile auf dem Niveau der Küste vor; es ist auch gleichzeitig das südlichste Areal der Gattung Puya, das durch die zentralen Anden stark isoliert ist von den übrigen Arealen dieser Gattung.

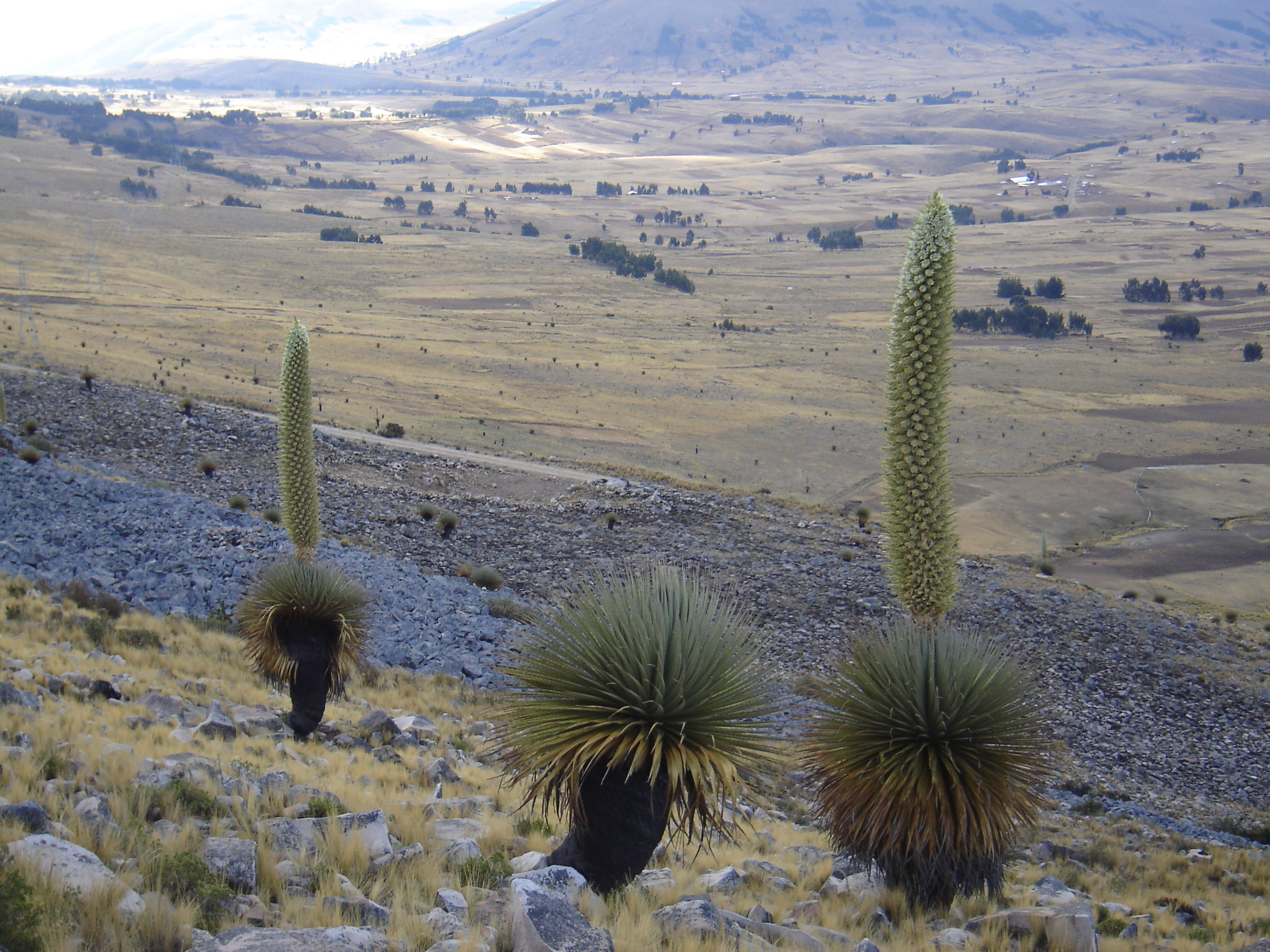
Puya raimondii im Habitat

Viele Arten wachsen in ariden (trockenen) Gebieten. Aber auch (und das ist wieder eine Ausnahme unter den Bromeliaceae) in sehr kühlen Bereichen – wenige Arten sogar in Zonen mit bis zu −20 Grad Celsius. Oft wachsen die Arten in Höhenlagen mit hoher Sonneneinstrahlung. Es gibt auch Arten, die an feuchten Standorten gedeihen. Puya-Arten sind wichtige, charakteristische Florenelemente der unterschiedlichen Páramo-Gebiete.

## Puya raimondii
Puya raimondii ist die in Europa bekannteste Art der Gattung Puya. Sie ist nicht nur innerhalb der Bromelien, sondern unter allen Pflanzen, die Art mit dem größten Blütenstand (7 bis 8 Meter hoch) der Welt. Jede dieser Pflanzen braucht vom Samen bis zur Blüte etwa 100 Jahre. Diese Art ist hapaxanth, d. h. sie stirbt nach der Samenbildung ab. Sie lebt in Höhenlagen von etwa 4000 Meter in Bolivien und Peru in der Nähe des Titicaca-Sees sowie in Peru in der Cordillera Negra in einem Tal der Provinz Bolognesi bei der Ortschaft Pachapaqui. Dieses endemische Vorkommen bei Pachapaqui ist durch Minen bedroht.

## Systematik und botanische Geschichte
Die Gattung Puya wurde im Oktober 1782 durch den chilenischen Priester und Naturforscher Juan Ignacio Molina in Saggio sulla storia naturale de Chili, 160, 351 aufgestellt. Typusart ist Puya chilensis Molina. Der Name Puya stammt von den chilenischen Mapuche-Indianern und das Wort bedeutet „Punkt“; Molina gab keinen Hinweis, worauf sich der Name bezieht, aber es ist wohl einfach der von den Ureinwohnern verwendete Begriff für diese Pflanzen. Ein Synonym für Puya Molina ist Pourretia Ruiz & Pav. Die aktuelle Monographie der Gattung Puya stammt von Lyman B. Smith und R. J. Downs in der Flora Neotropica, Monograph 14, Part 1, 1974.

### Äußere Systematik
Die Gattung Puya wurde beispielsweise 1896 von Mez in eine Subtribus Puyinae, 1934–1935 von Mez in eine Tribus Puyeae, 1988 von Varadarajan & Gilmartin in eine Tribus Puyeae eingeordnet. Lange Zeit (beispielsweise von Smith & Downs 1974) wurde sie in die Unterfamilie Pitcairnioideae gestellt. Erst durch Givnish et al. 2007 änderte sich dies. Diese relativ artenreiche Gattung erwies sich in dem schon seit Jahrzehnten geltenden Umfang auch in den neuesten molekulargenetischen Untersuchungen als monophyletisch. Im Stammbaum der Bromeliaceae ist sie eine Schwestergruppe der Unterfamilie der Bromelioideae und dieser Tatsache entsprechend bildet sie eine eigene neue Unterfamilie Puyoideae Givnish. Die Gattung Puya ist eine der artenreichsten Gattungen der Familie Bromeliaceae.

### Innere Systematik
Die artenreiche Gattung Puya wird in die beiden Untergattungen Puya (enthält wenige Arten) und Puyopsis (die meisten Arten) gegliedert (Smith & Downs 1974). Die Untergattungen sind nach Jabaily & Sytsma 2010 nicht monophyletisch, dies macht eine Neugliederung der Gattung erforderlich, dazu liegen aber noch nicht genug Daten vor.
| Die Gattung Puya umfasst 200 bis 227 Arten (Stand 2021): |
| - Puya adscendens L.B.Smith: Sie gedeiht in Höhenlagen von etwa 2800 Metern im peruanischen Departamento Amazonas. - Puya aequatorialis André: Sie gedeiht an Felshängen in Höhenlagen von 2200 bis 2400 Metern in Ecuador in Imbabura, Azuay sowie Loja. 2012 wurde eine Albino-Form Puya aequatorialis f. albiflora (André) Gouda beschrieben. - Puya alata L.B.Sm.: Sie gedeiht auf sehr trockenen, felsigen Böden in Höhenlagen von etwa 1000 Metern nur im bolivianischen Departamento Potosí. - Puya alba L.B.Sm.: Sie gedeiht in Höhenlagen von etwa 800 Metern nur im südlichen bolivianischen Departamento Tarija. - Puya alpestris (Poeppig) Gay: Seit 2013 gibt es zwei Unterarten: - Puya alpestris (Poeppig) Gay subsp. alpestris (Syn.: Puya whytei Hooker. f., Puya pumila Ravenna): Sie gedeiht an trockenen Hängen im zentralen bis südlichen Chile und in Argentinien. - Puya alpestris subsp. zoellneri (Mez) Zizka, J.V.Schneid. & Novoa: Sie gedeiht an steinigen, trockenen Standorten in Höhenlagen von 0 bis 2200 Metern im nördlichen sowie zentralen Chile. - Puya alpicola L.B.Sm.: Sie gedeiht im offenen, felsigen Páramo in Höhenlagen von 3600 bis 3700 Metern nur im kolumbianischen Magdalena. - Puya angelensis E.Gross & Rauh: Sie gedeiht an steilen Felswänden in Höhenlagen von etwa 3500 Metern in Ecuador. - Puya angulonis L.B.Sm.: Sie gedeiht an Felshängen in Höhenlagen von 3500 bis 4000 Metern in den peruanischen Departamentos Cajamarca sowie La Libertad. - Puya angusta L.B.Sm.: Sie gedeiht an Felshängen in Höhenlagen von 3430 bis 4000 Metern in den peruanischen Departamentos Cajamarca sowie Ancash. - Puya antioquiensis L.B.Sm. & R.W.Read: Sie gedeiht in Höhenlagen von etwa 3340 Metern in Kolumbien nur in Antioquia. - Puya araneosa L.B.Sm.: Sie gedeiht in Höhenlagen von etwa 4000 Metern im peruanischen Departamento Lima. - Puya argentea L.B.Sm.: Sie gedeiht in Höhenlagen von etwa 3000 Metern im peruanischen Departamento Ancash. - Puya aristeguietae L.B.Sm.: Sie gedeiht im Paramo in Höhenlagen von 2700 bis 3200 Metern in Venezuela in Trujillo sowie Merida. - Puya asplundii L.B.Sm.: Sie gedeiht terrestrisch in Strauchvegetation und im Paramo in Ecuador. - Puya assurgens L.B.Sm.: Sie gedeiht auf Felsaufschlüssen in Höhenlagen von etwa 2000 Metern nur im argentinischen Jujuy. - Puya atra L.B.Sm.: Sie gedeiht auf steinigen, feuchten Böden im Nebelwald in Höhenlagen von 3000 bis 3150 Metern nur im bolivianischen Cochabamba. - Puya barkleyana L.B.Sm.: Sie gedeiht in Höhenlagen von etwa 2800 Metern nur im kolumbianischen Santander. - Puya bermejana Gomez, Slanis & Grau: Sie wurde 2007 aus dem bolivianischen Departamento Tarija erstbeschrieben. - Puya berteroniana Mez (Syn.: Pitcairnia alpestris sensu L.H.Bailey non (Poeppig) Gay, Puya coarctata sensu Philippi, Pitcairnia coerulea sensu Benth. ex Baker, Puya coerulea sensu Johow non Lindl., Puya whytei sensu Gourlay): Sie kommt im chilenischen Coquimbo, Aconcagua, Valparaiso sowie Santiago vor. - Puya bicolor Mez: Sie gedeiht an Felsen und Felshängen in Höhenlagen von 2580 bis 2850 Metern in Kolumbien in Norte de Santander, Boyaca sowie Cundinamarca. - Puya boliviensis Baker (Syn.: Puya copiapina Philippi): Von dieser Art ist nicht viel bekannt. Das Typusmaterial wurde 1836 von Charles Gaudichaud-Beaupré bei Cobija, das damals zu Bolivien (daher das Artepitheton boliviensis) gehörte, gesammelt, damit stammt es aus der heutigen chilenischen Region II = Antofagasta; sie soll auch in der Region III = Atacama vorkommen. - Puya boopiensis R.Vásquez, Ibisch & R.Lara: Sie wurde in die Die Bromelie, 2007, 2, S. 86–93 erstbeschrieben. Sie wurde bisher nur in Höhenlagen von etwa 950 Metern im bolivianischen Departamento La Paz gefunden. - Puya boyacana Cuatr.: Dieser Endemit gedeiht im Paramo de Guantiva zwischen Alto de Canutos und Campohermoso in Höhenlagen von 3300 bis 3400 Metern nur im kolumbianischen Boyaca. - Puya brachystachya (Baker) Mez: Sie gedeiht an offenen trockenen Hängen in Höhenlagen von etwa 2850 Metern nur im kolumbianischen Magdalena. - Puya brackeana Manzan. & W.Till: Sie wurde 2005 aus Ecuador erstbeschrieben. Sie wurde bisher nur in der ecuadorianischen Provinz Azuay gefunden und gedeiht terrestrisch auf humiden Paramos in Höhenlagen von etwa 3360 Metern. - Puya bravoi Aráoz & A.Grau: Sie wurde 2008 aus Argentinien erstbeschrieben. Sie wurde bisher nur im argentinischen Salta in Höhenlagen von etwa 3100 Metern gefunden und gedeiht terrestrisch auf felsigen und grasigen Hängen oberhalb der Baumgrenze. - Puya brittoniana Baker: Sie ist nur vom Typusmaterial, das 1886 in der Nähe von Sorata, Larecaja, in Höhenlagen von etwa 3000 Metern im bolivianischen La Paz gesammelt wurde, bekannt. - Puya cajasensis Manzan. & W.Till: Sie wurde 2005 aus Ecuador erstbeschrieben. Sie wurde bisher nur in der ecuadorianischen Provinz Azuay gefunden und gedeiht terrestrisch auf sehr humiden Paramos in Höhenlagen von etwa 4010 Metern. - Puya cardenasii L.B.Sm.: Sie gedeiht an felsigen, grasigen Hängen in Höhenlagen von 3800 bis 3900 Metern in Bolivien nur in Cochabamba. - Puya cardonae L.B.Sm.: Sie gedeiht in Höhenlagen von 3100 bis 3300 Metern in Venezuela nur in Tachira. - Puya casmichensis L.B.Sm.: Sie gedeiht in Höhenlagen von etwa 1800 Metern nur im peruanischen La Libertad. - Puya castellanosii L.B.Sm. (Syn.: Puya fiebrigii sensu Castellanos non Mez): Sie gedeiht in Höhenlagen von 2800 bis 3000 Metern in dominanten Beständen nur im argentinischen Salta. - Puya cerrateana L.B.Sm.: Sie gedeiht an felsigen Standorten in Höhenlagen von 2000 bis 3560 Metern im peruanischen Cajamarca sowie Ancash. - Puya chilensis Molina (Syn.: Pitcairnia chilensis Lodd. Cat. ex Loudon, Pitcairnia coarctata Pers., Pourretia coarctata Ruiz & Pav., Puya coarctata (Ruiz & Pav.) Fisch., Puya gigantea André, Puya gigantea (Phil.) Baker, Puya gigantea (Phil.) Baker ex Mez, Puya quillotana W.Weber, Puya suberosa Molina): Sie gedeiht an trocken, steinigen Standorten in der Nähe der Küste in Chile. - Puya claudiae Ibisch, R.Vasquez & E.Gross: Sie wurde 1999 aus Bolivien erstbeschrieben. Sie wurde bisher nur in der Nähe der südlichen Grenze des Amboro Nationalparks im bolivianischen Departamento Santa Cruz gefunden. Sie gedeiht in Höhenlagen von etwa 2000 Metern an gestörten Standorten im Gebüsch, das einen semihumiden Bergwald ersetzt. - Puya clava-herculis Mez & Sodiro: Sie gedeiht im Paramo in Höhenlagen von 3350 bis 4200 Meter im kolumbianischen Departamento Nariño und ecuadorianischen Imbabura sowie Azuay. - Puya cleefii L.B.Smith & R.W.Read: Dieser Endemit gedeiht als lokal sehr häufige Art in Felsspalten an Felswänden in Höhenlagen von etwa 3700 Metern nur im kolumbianischen Boyaca. Sie ist vergesellschaftet mit Masdevallia spec. sowie Scaphosepalum spec. im tiefergelegenen Paramo des Paramo Concavo sowie der Sierra Nevada del Cocuy. - Puya cochabambensis R.Vásquez & Ibisch: Sie wurde 2000 aus Bolivien erstbeschrieben. Sie gedeiht terrestrisch auf Felsen in Höhenlagen von 3200 bis 3600 Metern nur im bolivianischen Departamento Cochabamba. - Puya coerulea Lindl.: Es gibt vier Varietäten in Chile: - Puya coerulea Lindl. var. coerulea (Syn.: Puya violacea sensu Walt.Watson): Ihr Areal ist beschränkt auf die chilenische Küsten-Cordillere. Sie gedeiht in steinigen, semiariden Gebieten in Höhenlagen von selten 20 bis meist 500 bis zu 2000 Metern. - Puya coerulea var. intermedia (L.B.Sm. & Looser) L.B.Sm. & Looser (Syn.: Puya violacea var. intermedia L.B.Sm. & Looser): Sie gedeiht in Höhenlagen von 400 bis 700 Metern im chilenischen Colchagua sowie Aconcagua. - Puya coerulea var. monteroana (L.B.Sm. & Looser) L.B.Sm. & Looser (Syn.: Puya violacea var. monteroana L.B.Sm. & Looser): Sie kommt nur im chilenischen Colchagua vor. - Puya coerulea var. violacea (Brongn.) L.B.Sm. & Looser (Syn.: Puya glabrata Phil. ex Baker, Puya paniculata Phil., Puya rubricaulis Steud., Puya violacea (Brongniart) Mez): Sie gedeiht an trockenen, offenen, steinigen Standorten in Höhenlagen von 400 bis 700 Metern in Chile. - Puya commixta L.B.Sm.: Dieser Endemit gedeiht in Höhenlagen von 1800 bis 2100 Metern nur in der peruanischen Region Puno. - Puya compacta L.B.Sm.: Sie gedeiht in Höhenlagen von 2740 bis 3290 Metern in Ecuador nur in Azuay. - Puya coriacea L.B.Sm.: Dieser Endemit gedeiht in einer Höhenlage von etwa 3640 Meter nur 40 km von Pullac entfernt am Übergang des Rio Chuagon-Tales, vom Rio Maranon bis Buldibuyo, Huamachuco in der peruanischen Region La Libertad. - Puya cristata L.B.Sm.: Dieser Endemit gedeiht auf Hängen mit Trockenrasen in einer Höhenlage von etwa 3000 Meter nur im bolivianischen Departamento Cochabamba. - Puya cryptantha Cuatr.: Dieser Endemit gedeiht in Höhenlagen von 3100 bis 3200 Metern nur im Paramo de Zipaquira zwischen Zipaquira und Pacho im kolumbianischen Cundinamarca. - Puya ctenorhyncha L.B.Sm.: Dieser Endemit gedeiht an Felshängen in einer Höhenlage von etwa 3500 Meter nur in Anilaya-Larec im bolivianischen Departamento La Paz. - Puya cuatrecasasii L.B.Sm.: Dieser Endemit gedeiht im Paramo in Höhenlagen von 3400 bis 3800 Metern in Kolumbien in Tolima sowie Cauca. - Puya cuevae Manzan. & W.Till: Sie wurde 2005 aus Ecuador erstbeschrieben. Sie gedeiht terrestrisch in humiden Paramos in Höhenlagen von 3000 bis 3400 Metern in Ecuador nur in Loja. - Puya cylindrica Mez: Sie gedeiht in Höhenlagen von 2500 bis 2600 Metern nur in der peruanischen Region Arequipa. - Puya dasylirioides Standley: Sie gedeiht in Sphagnum-Sümpfen in Nebelwäldern in Höhenlagen von 2100 bis 3000 Metern in Costa Rica nur in San Jose. - Puya densiflora Harms: Sie gedeiht auf Felsen und an felsigen Hängen in Höhenlagen von 2000 bis 3000 Metern in den peruanischen Regionen Cuzco sowie Arequipa. - Puya depauperata L.B.Sm.: Dieser Endemit gedeiht in einer Höhenlage von etwa 2700 Meter nur in der peruanischen Region Junín. - Puya dichroa L.B.Sm. & Read: Dieser Endemit gedeiht in einer Höhenlage von etwa 3750 Meter auf offenen felsigen Untergrund stark Wind und Regen ausgesetzt nur im Paramo de Pisva, Loma E1 Bizcocho, Morros de San Gabriel, etwa 2 km südsüdwestlich von Laguna Batanera in Boyaca in Kolumbien. - Puya dodsonii Manzan. & W.Till: Sie wurde 2005 aus Ecuador erstbeschrieben. Dieser Endemit gedeiht terrestrisch an humiden, mit Vegetation bedeckten Standorten nur in der Cordillera Occidental in einer Höhenlage von etwa 2500 Meter in der Provinz Cotopaxi in Ecuador. - Puya dolichostrobila Harms: Dieser Endemit gedeiht in einer Höhenlage von etwa 1400 Metern nur in der peruanischen Region Libertad. - Puya donneriana R.Vasquez, S.Altamirano & Ibisch: Sie wurde 2010 in Die Bromelie erstbeschrieben und kommt nur im bolivianischen Chuquisaca vor. Sie wurde bisher nur lithophytisch an degradierten Hängen in einem innerandinen Trockental in einer Höhenlage von 2085 Metern wachsend gefunden. - Puya dyckioides (Baker) Mez: Sie gedeiht auf Felsen und auf felsigen oder sandigen Böden in Höhenlagen von 1300 bis 3400 Metern im bolivianischen Chuquisaca sowie Tarija und im argentinischen Jujuy, Salta sowie Tucuman. - Puya elvira-grossiae R.Vásquez & P.L.Ibisch: Sie wurde 2005 in Die Bromelie erstbeschrieben. Sie kommt nur im bolivianischen Santa Cruz in Höhenlagen von etwa 1380 Meter vor. - Puya entre-riosensis Ibisch & E.Gross: Sie kommt nur im bolivianischen Departamento Tarija in Höhenlagen von etwa 1800 Meter vor. - Puya erlenbachiana P.L.Ibisch & R.Vásquez: Sie kommt nur im bolivianischen Departamento Tarija in Höhenlagen von etwa 1160 Meter vor. - Puya eryngioides André: Sie gedeiht auf offenen Hängen und im strauchbestandenen Paramo in Höhenlagen von 2700 bis 3100 Metern nur in Azuay in Ecuador. - Puya exigua Mez: Dieser Endemit gedeiht in feuchtkalten Mooren des Paramo de Matanga in Ecuador nur in Azuay. - Puya exuta L.B.Sm. & R.W.Read: Dieser Endemit gedeiht in einem trockenen, steinigen, grasbestandenen Subparamo in einer Höhenlage von etwa 2970 Metern nur im kolumbianischen Boyaca. - Puya fastuosa Mez: Sie gedeiht in Sümpfen und im Paramo in Höhenlagen von 3450 bis 3700 Metern in Ecuador nur in Tungurahua sowie in Peru nur in der Region Cajamarca. - Puya ferox Mez: Sie ist wohl nur vom Typusmaterial bekannt. Das Typusmaterial stammt von offenen, mit Sträuchern bestandenen und felsigen Standorten in Höhenlagen von 2200 bis 2400 Metern in der peruanischen Region Puno. - Puya ferreyrae L.B.Sm.: Dieser Endemit gedeiht in Höhenlagen von 1500 bis 1600 Metern nur in der peruanischen Region La Libertad. - Puya ferruginea (Ruiz & Pavon) L.B.Sm. (Syn.: Puya echinotricha André, Puya grandiflora Hook.): Sie gedeiht auf trockenen, felsigen Hängen in Höhenlagen von 1800 bis 3800 Metern in Ecuador, Peru sowie Bolivien. - Puya fiebrigii Mez: Sie ist nur vom Typusmaterial, das, ohne weitere Fundortangaben, aus Bolivien stammt, bekannt. - Puya floccosa (Linden) E.Morren: Es gibt zwei Varietäten: - Puya floccosa var. compacta (Linden) E.Morren: Dieser Endemit gedeiht auf Felsen im Bundesstaat Merida in Venezuela. - Puya floccosa (Linden) E.Morren var. floccosa (Syn.: Puya achupalla Mez, Puya bonplandiana Schult. & Schult. f., Puya floccosa E.Morren, Puya guianensis Klotzsch, Puya meridensis E.Morren, Puya quatameensis André): Sie gedeiht auf Felsen und felsigen Untergrund in Höhenlagen von 270 bis 3000 Metern in Costa Rica, Kolumbien, Venezuela und Brasilien. - Puya fosteriana L.B.Sm.: Dieser Endemit gedeiht in einer Höhenlage von etwa 4400 Metern nur bei La Rinconada etwa 75 km östlich von La Paz im bolivianischen La Paz. - Puya fulgens L.B.Sm. (Syn.: Puya pseudoeryngioides H.Luther): Dieser Endemit gedeiht in Höhenlagen von 2850 bis 2900 Metern nur im Gipfelbereich des Cerro Malcabal (Cerro Tumbe) 3 bis 6 km südwestlich von Molinopampa, Chachapoyas in der peruanischen Region Amazonas. - Puya furfuracea (Willd.) L.B.Sm. (Syn.: Puya bonplandiana Schult. & Schult. f.): Dieser Endemit kommt nur im kolumbianischen Cauca vor. - Puya gargantae L.B.Sm.: Dieser Endemit gedeiht im Paramo nur im kolumbianischen Norte de Santander. - Puya gerdae W.Weber: Sie gedeiht an Felsenhängen in Höhenlagen von etwa 2500 Metern in Peru. - Puya gerd-muelleri W.Weber: Dieser Endemit gedeiht an Felsenhängen in Höhenlagen von etwa 3800 Metern am Pass zwischen Cajamarca und San Juan nur in der peruanischen Region Cajamarca. - Puya gigas André (Syn.: Puya gigantea André): Dieser Endemit gedeiht in dichten Beständen in Sümpfen in Höhenlagen von 3000 bis 3300 Metern nur im kolumbianischen Narino. - Puya gilmartiniae G.S.Varadarajan & Flores: Sie wurde 1990 erstbeschrieben. Dieser Endemit gedeiht in Höhenlagen von etwa 50 Metern etwa 60 km nördlich von La Serena am Weg nach Puerta Totorallilo in der Nähe von El Oliva, Isla Tilago in der Provinz Elqui in der chilenischen Region IV (La Serena). - Puya glabrescens L.B.Sm.: Sie gedeiht an Felsenhängen in Höhenlagen von 2560 bis 3000 Metern nur im bolivianischen Departamento Cochabamba. - Puya glandulosa L.B.Sm.: Es ist nur das Typusmaterial bekannt, das 1964 in Höhenlagen von etwa 2290 Metern in der peruanischen Region La Liberrad gesammelt wurde. - Puya glareosa L.B.Sm.: Dieser Endemit gedeiht in Höhenlagen von etwa 3600 Metern nur im bolivianischen Departamento La Paz. - Puya glaucovirens Mez: Sie gedeiht an Felsen und trockenen Hängen in Höhenlagen von 2400 bis 3200 Metern in den peruanischen Regionen Cajamarca sowie Amazonas. - Puya glomerifera Mez & Sodiro: Sie gedeiht terrestrisch in Wüsten und Halbwüsten sowie Schluchten in den Anden in Ecuador. - Puya goudotiana Mez: Sie gedeiht im Paramo in Höhenlagen von 2600 bis 3440 Metern in Kolumbien. - Puya gracilis L.B.Sm. (Syn.: Puya floccosa sensu Mez non (Linden) E.Morren): Sie gedeiht in Trockenwäldern in Höhenlagen von etwa 2100 Metern nur in der peruanischen Region Huancavelica. - Puya grafii Rauh: Sie gedeiht an grasigen, felsigen Hängen nur in der peruanischen Region Amazonas. - Puya grandidens Mez: Sie gedeiht an subxerophytischen Hängen in Höhenlagen von 3000 bis 3200 Metern nur in der peruanischen Region Ancash. - Puya grantii L.B.Sm.: Dieser Endemit gedeiht in Höhenlagen von etwa 3000 Metern an der Grenze zu Venezuela nur im kolumbianischen Magdalena. - Puya grubbii L.B.Sm.: Dieser Endemit gedeiht in Höhenlagen von etwa 2050 Metern nur im kolumbianischen Boyaca. - Puya gutteana W.Weber: Sie ist nur vom Typusmaterial, das 1974 in einer Höhenlage von etwa 3200 Metern in der peruanischen Region Cuzco gesammelt wurde, bekannt. - Puya hamata L.B.Sm. emended L.B.Sm. & R.W.Read: Sie gedeiht einzeln stehend im Paramo in Höhenlagen von 3150 bis 4100 Metern in Kolumbien, Ecuador und Peru. - Puya harmsii (A.Cast.) A.Cast. (Syn.: Puya spathacea var. harmsii A.Cast.): Sie gedeiht in dichten Beständen an trockenen Berghängen in Höhenlagen von etwa 2500 Metern im argentinischen Catamarca sowie Tucuman. - Puya harry-lutheri Gouda: Sie wurde 2013 aus dem venezolanischen Amazonas erstbeschrieben. Sie gedeiht in der Savanne. - Puya herrerae Harms: Sie gedeiht an Felshängen und Felswänden in Höhenlagen von 3000 bis 4250 Metern in den peruanischen Regionen Apurimac sowie Cuzco. - Puya herzogii Wittmack: Sie gedeiht an grasigen, felsigen Hängen an oder oberhalb der Baumgrenze in Höhenlagen von 2800 bis 3700 Metern im bolivianischen Departamento Cochabamba. - Puya hirtzii Manzan. & W.Till: Dieser Endemit gedeiht terrestrisch in Halbwüstengebieten in Höhenlagen von etwa 2400 Metern in Ecuador nur in Imbabura. - Puya hofstenii Mez (Syn.: Puya hauthalii Mez): Sie gedeiht an trockenen, Felshängen in Höhenlagen von 3400 bis 3500 Metern in Argentinien nur in Jujuy und in Bolivien nur in Potosi. - Puya horrida L.B.Sm. & R.W.Read: Dieser Endemit gedeiht im Paramo in Höhenlagen von etwa 3450 Metern nur im kolumbianischen Cundinamarca. - Puya hortensis L.B.Sm.: Die Erstbeschreibung erfolgte anhand eines in Kalifornien kultivierten Exemplars, dessen Herkunft unbekannt ist; über die Verbreitung liegen keine Informationen vor. - Puya huancavelicae L.B.Sm.: Dieser Endemit gedeiht in Höhenlagen von 2000 bis 3200 Metern nur in der peruanischen Region Huancavelica. - Puya humilis Mez (Syn.: Puya butcheriana H.Luther, Puya werdermannii Harms): Sie gedeiht in Felsspalten und an Felshängen in Höhenlagen von 2800 bis 4200 Metern in Bolivien in Cochabamba sowie Chuquisaca. - Puya hutchisonii L.B.Sm.: Es ist nur das Typusmaterial bekannt, das 1964 in einer Höhenlage von etwa 2875 Metern einen 1/2 km oberhalb Chancos an der Straße von in der peruanischen Region Ancash, gesammelt wurde. - Puya ibischii R.Vásquez: Sie wurde 2004 erstbeschrieben. Sie gedeiht in Höhenlagen von 3100 bis 3300 Metern nur im bolivianischen Departamento Cochabamba. - Puya iltisiana L.B.Sm.: Es ist nur das Typusmaterial bekannt, das 1962 in einer Höhenlage von etwa 2700 Metern einen im Tal des Rio Challhuanca etwa 18 km nördlich von Challhuanca an der Straße nach Abancay (am km 104 von Abancay) in der peruanischen Provinz Aymaraes in der Region Apurímac, gesammelt wurde. - Puya isabellina Mez: Sie kommt nur in der peruanischen Region Cajamarca vor. - Puya joergensenii H.Luther: Sie wurde 2002 erstbeschrieben. Sie wurde bisher nur terrestrisch wachsend im feuchten, strauchbestandenen Paramo in Lorna del Oro südlich von Saraguro im ecuadorianischen Loja gefunden. - Puya killipii Cuatr.: Sie gedeiht an offenen, felsigen Hügeln in Höhenlagen von 3200 bis 3300 Metern in Kolumbien in Norte De Santander sowie Santander und in Venezuela in Tachira sowie Apure. - Puya kuntzeana Mez: Dieser Endemit gedeiht in Höhenlagen von etwa 1300 Metern nur im bolivianischen Departamento Cochabamba. - Puya laccata Mez: Dieser Endemit gedeiht auf sumpfigen Standorten in Höhenlagen von 3300 bis 3500 Metern nur in der peruanischen Region Huanuco. - Puya lanata Kunth: Sie gedeiht an offenen, trockenen Standorten in Höhenlagen von 350 bis 2250 Metern in Ecuador und Peru. - Puya lanuginosa (Ruiz & Pavon) Schult.f.: Sie gedeiht an Felshängen nur in der peruanischen Region Huanuco. - Puya larae R.Vásquez & Ibisch: Die Erstbeschreibung erfolgte in Die Bromelie, 2007, Heft 2, S. 82–86. Sie gedeiht nur in Höhenlagen von etwa 1090 Meter im bolivianischen Departamento La Paz. - Puya lasiopoda L.B.Sm.: Sie gedeiht an Felsen in Höhenlagen von 500 bis 2300 Metern in der peruanischen Region Puno und im bolivianischen Departamento Beni. - Puya laxa L.B.Sm.: Sie gedeiht in Höhenlagen von etwa 1500 Metern nur im bolivianischen Departamento Santa Cruz. Es handelt sich um eine kleinbleibende Art, die in manchen botanischen Sammlungen kultiviert wird. - Puya lehmanniana L.B.Sm. (Syn.: Puya lanuginosa sensu Wittm. non (Ruiz & Pavon) Schultes f., Puya pastoensis Baker, Puya pastoensis (Baker) Mez): Sie gedeiht auf alluvialen Böden in Höhenlagen von 1500 bis 2000 Metern nur im kolumbianischen Narino. - Puya leptostachya L.B.Sm.: Sie gedeiht im Paramo in Höhenlagen von 3400 bis 3800 Metern in der peruanischen Region Cuzco und im bolivianischen Departamento Cochabamba. - Puya lilloi Castellanos: Sie gedeiht auf felsigen Untergrund in Höhenlagen von 800 bis 2000 Metern im argentinischen Jujuy, Salta sowie Tucuman. - Puya lineata Mez (Syn.: Puya lepidota Cuatrec.): Sie gedeiht im Dickicht meist im Schatten in Höhenlagen von 2400 bis 3470 Metern in Kolumbien in Magdalena sowie Cundinamarca. - Puya llatensis L.B.Sm.: Dieser Endemit gedeiht in Höhenlagen von etwa 2300 Metern nur in der peruanischen Region Huanuco. - Puya lokischmidtiae R.Vásquez & P.L.Ibisch: Sie wurde 2004 in Die Bromelie erstbeschrieben. Sie wurde bisher nur 2001 terrestrisch in einem „Tucuman-Bolivianischen Waldgebiet“ wachsend in einer Höhenlage von etwa 1650 Metern zwischen Chiquiaca und Entre Rios in der Provinz O’Connor im bolivianischen Departamento Tarija gefunden. Die Erstbeschreibung erfolgte anhand eines 2003 zum ersten Mal in Kultur blühenden Exemplars. - Puya longisepala Mez: Dieser Endemit gedeiht in Höhenlagen von etwa 2100 Metern nur in der peruanischen Region Puno. - Puya longispina Manzan. & W.Till: Sie wurde 2005 aus Ecuador erstbeschrieben. Diese monokarpische Art wurde bisher nur in einer Höhenlage von 3803 Metern im Paramo El Angel in Vergesellschaftung mit Espeletia pycnophylla in der ecuadorianischen Provinz Carchi gefunden. - Puya longistyla Mez: Sie gedeiht an trockenen Felshängen in Höhenlagen von 2800 bis 3100 Metern nur in der peruanischen Region Cuzco. - Puya lopezii L.B.Sm.: Es ist nur das Typusmaterial bekannt, das 1961 an einem trockenen Hang in einer Höhenlage von etwa 2300 Metern in Huaylillas, Pataz in der peruanischen Region La Libertad gesammelt wurde. - Puya ×loxensis Manzan. & W.Till: Diese Naturhybride aus Puya parviflora × Puya eryngioides wurde 2005 erstbeschrieben. Sie wurde bisher nur terrestrisch im feuchten Paramo auf dem Gipfel des Uritushinga in der ecuadorianischen Provinz Loja gefunden. - Puya lutheri W.Till: Dieser Endemit gedeiht terrestrisch im Grasland mit vereinzelten Sträuchern oder in Standorten mit of Palylepis spec. zwischen zwei Moränen in Höhenlagen von 3930 bis 4500 Metern nur in der peruanischen Region Ancash. - Puya macbridei L.B.Sm.: Die zwei Unterarten kommen in der peruanischen Region Ancash in Höhenlagen zwischen 2500 und 3000 Meter vor: - Puya macbridei L.B.Sm. subsp. macbridei: Sie gedeiht im Flussgeröll oder an trockenen Felsen. - Puya macbridei subsp. yungayensis W.Weber: Sie wurde bisher nur an einem steilen Abhang in einer Höhenlage von etwa 3000 Metern oberhalb von Yungay auf dem Weg zu den Lagunen in der Provinz Yungay in der Region Ancash gefunden. - Puya macropoda L.B.Sm.: Dieser Endemit gedeiht an trockenen Hängen über dem Rio Utcubamba in einer Höhenlage von etwa 1930 Metern nur in Chachapoyas in der peruanischen Region Amazonas. - Puya macrura Mez: Sie gedeiht auf felsigen Untergrund in Höhenlagen von 2200 bis 2500 Metern nur in der peruanischen Region Ancash. - Puya maculata L.B.Sm.: Dieser Endemit gedeiht im offenen Paramo des Paramo del Castillo am Bergkamm der Ostkordillere auf dem Weg zwischen Sevilla de Oro und Mendez in Höhenlagen von 3300 bis 3390 Metern nur im ecuadorianischen Azuay. - Puya mariae L.B.Sm.: Sie gedeiht in Höhenlagen von 2000 bis 2400 Metern nur in der peruanischen Region Amazonas. - Puya medica L.B.Sm.: Sie gedeiht auf Felsen und Felshängen in Höhenlagen von 2950 bis 3800 Metern in den peruanischen Regionen La Libertad sowie Ancash. - Puya membranacea L.B.Sm.: Dieser Endemit gedeiht terrestrisch zwischen Felsen in Höhenlagen von etwa 3600 Metern nur in der peruanischen Region Cuzco. - Puya meziana Wittm.: Nach den Angaben zum Typusmaterial bildet sie dichte Bestände in der Felsheide bei Teneria in einer Höhenlage von etwa 3000 Metern. - Puya micrantha Mez: Dieser Endemit gedeiht in Höhenlagen von etwa 1700 Metern nur im argentinischen Salta. - Puya mima L.B.Sm. & R.W.Read: Sie wurde bisher nur in Höhenlagen von 1920 bis 1950 Metern bei San Felipe in der peruanischen Region Cajamarca gefunden. - Puya minima L.B.Sm. (Syn.: Puya pusilla H.Luther): Dieser Endemit gedeiht in Höhenlagen von etwa 2500 Metern nur im bolivianischen Tarija. Wie im Artepitheton schon zu erkennen ist, handelt es sich um eine kleinbleibende Art. - Puya mirabilis (Mez) L.B.Sm.: Sie gedeiht an Felshängen in Höhenlagen von 750 bis 2590 Metern in Bolivien in Tarija sowie Cochabamba und in Argentinien Jujuy sowie Tucuman. Sie bleibt relativ klein und gehört zu den am häufigsten in kulturbefindlichen Arten. - Puya mitis Mez: Sie gedeiht in Felsspalten und an Felshängen in Höhenlagen von 3000 bis 3100 Metern in der peruanischen Region Amazonas sowie Junin. - Puya mollis Baker: Es ist nur das Typusmaterial bekannt, das an Felshängen in Höhenlagen von 2700 bis 3000 Metern in der Nähe von Sorata, Larecaja im bolivianischen La Paz gesammelt wurde. - Puya mucronata Manzan.: Sie wurde 2004 erstbeschrieben. Sie wurde bisher nur 1998 lithophytisch in einer armen Umgebung in einer Höhenlage von etwa 155 Metern in der Nähe des Tunnels an der Straße nach Contumaza, La Ramada, in der Provinz Contumaza in der peruanischen Region Cajamarca gefunden. - Puya nana Wittm.: Sie gedeiht an Felsen und in felsigen Bergwiesen in Höhenlagen von 1800 bis 2100 Metern nur im bolivianischen Santa Cruz. - Puya navarroana Manzan. & W.Till: Sie wurde 2005 erstbeschrieben. Sie wurde bisher nur in einer Höhenlage von etwa 2870 Metern terrestrisch in einer strauchigen Vegetation in der Höhenstufe des Nebelwaldes an der Straße Cuenca-Sigsig-Chiguinda, nach Sigsig in der ecuadorianischen Provinz Azuay befunden. - Puya nigrescens L.B.Sm.: Sie kommt nur in der peruanischen Region Ancash vor. - Puya nitida Mez: Sie kommt mit zwei Varietäten in Kolumbien vor: - Puya nitida var. glabrior L.B.Sm. & Read: Dieser Endemit gedeiht nur in einer Höhenlage von etwa 3300 Metern im kolumbianischen Boyaca. - Puya nitida Mez var. nitida (Syn.: Puya woronowii Harms): Sie gedeiht im Paramo in Höhenlagen von 2700 bis 3500 Metern nur im kolumbianischen Cundinamarca. - Puya nivalis Baker: Dieser Endemit gedeiht im Paramo in einer Höhenlage von etwa 4875 Metern in der Sierra Nevada de Santa Marta nur im kolumbianischen Magdalena. - Puya novarae Varadarajan ex Gomez Romero & A.Grau: Sie wurde 2009 erstbeschrieben. Sie gedeiht terrestrisch an feuchten, felsigen Hügeln und in Schluchten mit Fließgewässern in Höhenlagen von 2600 bis 4050 Metern nur in der argentinischen Provinz Salta. - Puya nutans L.B.Sm.: Ecuador - Puya obconica L.B.Sm.: Ecuador - Puya occidentalis L.B.Sm.: Kolumbien - Puya ochroleuca Betancur & Callejas: Kolumbien - Puya olivacea Wittm.: Sie soll in Bolivien vorkommen. - Puya oxyantha Mez: Peru - Puya parviflora L.B.Sm.: Ecuador - Puya pattersoniae Manzan. & W.Till: Sie wurde 2005 aus Ecuador erstbeschrieben. - Puya paupera Mez: Bolivien - Puya pearcei (Baker) Mez: Bolivien - Puya penduliflora L.B.Sm.: Bolivien - Puya ×pichinchae Mez & Sodiro emend. Manzan & W.Till: Diese Naturhybride aus Puya aequatorialis × Puya sodiroana kommt in Ecuador vor. - Puya pitcairnioides L.B.Sm.: Peru - Puya pizarroana R.Vásquez, P.L.Ibisch & St.Beck: Sie wurde 2003 aus Bolivien erstbeschrieben. - Puya ponderosa L.B.Sm.: Peru - Puya potosina L.B.Sm.: Bolivien - Puya pratensis L.B.Sm.: Peru - Puya prosanae Ibisch & E.Gross: Bolivien - Puya pygmaea L.B.Sm.: Ecuador - Puya pyramidata (Ruiz & Pavon) Schultes f.: Peru - Puya raimondii Harms: Die größte Bromelie gedeiht an felsigen mit Sträuchern bestandenen Hängen in Höhenlagen zwischen 2400 und 4050 Meter in den peruanischen Regionen Ancash sowie Puno und im bolivianischen La Paz. - Puya ramonii L.B.Sm.: Peru - Puya ramosa L.B.Sm.: Peru - Puya rauhii L.B.Sm.: Peru - Puya reducta L.B.Sm.: Bolivien - Puya reflexiflora Mez (Syn.: Puya stenostele Harms): Peru - Puya retrorsa Gilmartin: Ecuador - Puya riparia L.B.Sm.: Bolivien - Puya robin-fosteri H.Luther: Peru - Puya roezlii E.Morren (Syn.: Puya pectinata L.B.Sm.): Peru - Puya roldanii Betancur & Callejas: Kolumbien - Puya roseana L.B.Sm.: Ecuador - Puya rusbyi (Baker) Mez: Bolivien - Puya sagasteguii L.B.Sm.: Peru - Puya sanctae-crucis (Baker) L.B.Sm.: Bolivien - Puya sanctae-martae L.B.Sm.: Kolumbien - Puya santanderensis Cuatr.: Kolumbien - Puya santosii Cuatr.: Sie kommt mit zwei Varietäten in Kolumbien vor. - Puya santosii Cuatr. var. santosii - Puya santosii var. verdensis Cuatr. - Puya secunda L.B.Sm.: Bolivien - Puya sehuencasensis R.Vasquez, Ibisch & R.Lara: Die Erstbeschreibung erfolgte in Die Bromelie, 2007, Heft 3, S. 146–158. Sie gedeiht nur in Höhenlagen von 2050 bis 2100 Meter im bolivianischen Cochabamba. - Puya silvae-baccae L.B.Sm. & R.W.Read: Venezuela - Puya simulans L.B.Sm.: Peru - Puya smithii A.Cast.: Argentinien - Puya sodiroana Mez (Syn.: Puya gummifera Mez & Sodiro): Ecuador - Puya solomonii G.S.Varadarajan: Bolivien - Puya spathacea (Griseb.) Mez (Syn.: Puya formosa Speg.): Argentinien - Puya stenothyrsa (Baker) Mez: Bolivien - Puya stipitata L.B.Sm.: Peru - Puya strobilantha Mez: Peru - Puya textoragricolae W.Weber: Peru - Puya thomasiana André: Kolumbien und Ecuador - Puya tillii Manzan.: Sie ist in Ecuador beheimatet. - Puya tovariana L.B.Sm.: Sie gedeiht in laubabwerfenden Wäldern in Höhenlagen von etwa 3180 Meter im peruanischen Lima vor. - Puya trianae Baker: Die zwei Varietäten kommen in Venezuela und Kolumbien vor: - Puya trianae var. amplior L.B.Sm. & Read: Kolumbien - Puya trianae Baker var. trianae - Puya tristis L.B.Sm.: Bolivien - Puya trollii L.B.Sm.: Von dieser Art ist nur das Typusmaterial bekannt, das 1927 im Dickicht am Waldrand im bolivianischen Potosi gesammelt wurde. - Puya tuberosa Mez (Syn.: Puya hromadnikii Rauh, Puya pachyphylla R.Vasquez & Ibisch, Puya serranoensis Rauh, Puya serranoensis var. brevispica Rauh, Puya vallo-grandensis Rauh, Puya vallo-grandensis var. simplex Rauh): Sie gedeiht an grasigen, felsigen Hängen in Höhenlagen von 1000 bis 1800 Metern im bolivianischen Santa Cruz sowie Chuquisaca. - Puya tunarensis Mez: Sie gedeiht an Felsen, Felswänden und Felshängen in Höhenlagen von 1300 bis 3800 Metern im bolivianischen Cochabamba. - Puya tyleriana Sagástegui, Zapata & M.O.Dillon: Sie wurde 2004 aus der peruanischen Region Ancash erstbeschrieben. Sie gedeiht terrestrisch und lithophytisch. - Puya ugentiana L.B.Sm.: Bolivien - Puya ultima L.B.Sm.: Bolivien - Puya valida L.B.Sm.: Bolivien - Puya vargasiana L.B.Sm.: Peru - Puya vasquezii Ibisch & E.Gross: Bolivien - Puya venezuelana L.B.Sm.: Venezuela - Puya venusta R.Philippi (Syn.: Pitcairnia sphaerocephala Baker, Pitcairnia venusta Baker, Puya coquimbensis Mez, Puya gaudichaudii Mez, Puya venusta Phil. ex Baker): Sie gedeiht an der Küste auf Felsen und Sand in Höhenlagen zwischen 5 und 30 Meter nur im chilenischen Coquimbo. - Puya vervoorstii Gomez Romero & A.Grau: Sie wurde 2009 aus Argentinien erstbeschrieben. - Puya vestita André: Sie gedeiht an felsigen Hängen und Felswänden in Höhenlagen zwischen 2280 und 3250 Metern nur im kolumbianischen Departamento Nariño sowie ecuadorianischen Cotopaxi. - Puya volcanensis Castillon: Sie gedeiht zwischen Felsen in Höhenlagen von 3000 bis 3500 Metern im argentinischen Jujuy. - Puya weberbaueri Mez: Peru und Bolivien - Puya weberiana E.Morren ex Mez: Argentinien - Puya weddelliana (Baker) Mez: Bolivien - Puya werneriana R.W.Read & L.B.Sm.: Peru - Puya westii L.B.Sm.: Peru - Puya wrightii L.B.Sm.: Peru - Puya wurdackii L.B.Sm.: Peru - Puya yakespala Castell.: Argentinien |

## Nutzung
Puya alpestris und Puya chilensis gehören zu den wenigen Arten, die man in manchen Parks und großen Gärten finden kann.

## Weiterführende Literatur
- T. J. Givnish, J. C. Pires, S. W. Graham, M. A. McPherson, L. M. Prince, T. B. Patterson: Phylogeny, biogeography, and ecological evolution in Bromeliaceae: Insights from ndhF sequences. In: J. T. Columbus, E. A. Friar, J. M. Porter, L. M. Prince, M. G. Simpson: Monocots: Comparative Biology and Evolution. Poales. Rancho Santa Ana Botanical Garden, Claremont 2006, 23, S. 3–26.
- Georg Zizka, Marco Schmidt, Katharina Schulte, Patricio Novoa, Raquel Pinto, Konstantin König: Chilean Bromeliaceae: diversity, distribution and evaluation of conservation status. In: Biodiversity and Conservation, Springer Netherlands, 2009, Volume 18, Number 9, S. 2449–2471. doi:10.1007/s10531-009-9601-y
- Katharina Schulte, Daniele Silvestro, Elke Kiehlmann, Sanja Vesely, Patricio Novoa, Georg Zizka: Detection of recent hybridization between sympatric Chilean Puya species (Bromeliaceae) using AFLP markers and reconstruction of complex relationships. In: Molecular Phylogenetics and Evolution, Volume 57, Issue 3, 2010, S. 1105–1119.
- Georg Zizka, Julio V. Schneider, Katharina Schulte, Patricio Novoa: Taxonomic revision of the Chilean Puya species (Puyoideae, Bromeliaceae), with special notes on the Puya alpestris-Puya berteroniana species complex. In: Brittonia, 2013. doi:10.1007/s12228-012-9290-9